# Astrid Whettnall
Astrid Whettnall, nata Ullens de Schooten Whettnall (Uccle, 17 marzo 1971), è un'attrice belga, vincitrice del Premio Magritte per la migliore attrice nel 2017 per la sua interpretazione in La Route d'Istanbul.

## Biografia
Appartenente a una nobile famiglia belga, è pronipote di Oscar II di Svezia e Federico VIII di Danimarca. Attrice teatrale, debutta in una pellicola cinematografica a metà degli anni duemila.

## Filmografia
- Le Capital, regia di Costa-Gavras (2012)
- In nome del figlio (Au nom du fils), regia di Vincent Lannoo (2012)
- Yves Saint Laurent, regia di Jalil Lespert (2014)
- Parliamo delle mie donne (Salaud, on t'aime), regia di Claude Lelouch (2014)
- Marguerite, regia di Xavier Giannoli (2015)
- La route d'Istanbul, regia di Rachid Bouchareb (2016)
- Fratelli nemici - Close Enemies (Frères ennemis), regia di David Oelhoffen (2018)
- Il mistero Henri Pick (Le Mystère Henri Pick), regia di Rémi Bezançon (2019)
- Vite vendute (Le salaire de la peur), regia di Julien Leclercq (2024)

## Doppiatori italiani
- Cinzia Villari in Yves Saint Laurent
- Lilli Manzini in Fratelli nemici
- Emilia Costa in Il mistero Henri Pick

## Premi e riconoscimenti
Premio Magritte - 2017
Miglior attrice per La Route d'Istanbul